# Megvalósíthatósági tanulmány
A megvalósíthatósági tanulmány egy vállalkozás vagy projekt elindítása előtt készített tanulmány, ami objektív és racionális módon feltárja a projekt erősségeit és gyengeségeit, a(z üzleti, természetes) környezet jelentette lehetőségeket és veszélyeket, a végrehajtáshoz szükséges erőforrásokat, és végső soron a siker esélyeit. Leegyszerűsítve a megvalósíthatóság eldöntésének két fő kritériuma a felmerülő költség és az elérendő érték. Így tehát egy jól megírt megvalósíthatósági tanulmány felvázolja az üzleti lehetőség vagy projekt történeti hátterét, leírja a terméket vagy szolgáltatást, tartalmaz számviteli kimutatásokat, az üzleti tevékenység és menedzsment részleteit, piackutatást, irányelveket, pénzügyi adatokat, beszámol a jogi követelményektől és az adóügyi kötelezettségekről is.  Általában a műszaki fejlesztéseket és a projektek megvalósítását megvalósíthatósági tanulmány alapozza meg.
A megvalósíthatósági tanulmány legfőbb szerepe a döntés-előkészítésben van. Készülhet egy vállalkozási- vagy projektötlet több változatára is. Felbontható résztanulmányokra, melyek közül nem feltétlen kell minden esetben az összeset elkészíteni, létezhet például:
- Technikai megvalósíthatósági tanulmány
- Környezeti-ökológiai hatástanulmány
- Projektmarketing tanulmány
- Pénzügyi megvalósíthatósági tanulmány
- Kockázatokra vonatkozó tanulmány
- Fenntarthatósági tanulmány
- Földrajzi helyszínre vonatkozó tanulmány.[4]

Pályázatok esetében is kötelező elem a megvalósíthatósági tanulmány, amely a pályázat elkészítésének egyik legfontosabb háttéranyaga.